# Vater (Film)
Vater (DDR-Titel: Vater – Tagebuch eines Glaubens; Original: Apa) ist ein ungarischer Film von Regisseur István Szabó aus dem Jahr 1966.

## Inhalt
Der als Halbwaise aufgewachsene Takó hat nur wenige echte Erinnerungen an seinen bei Kriegsende gefallenen Vater. So dichtet er dem Vater eine herausragende Rolle als Partisan, bedeutender Arzt, als großer Reisender und Kriegsheld an. Diese Phantasien begleiten den Jungen nicht nur in seinen Tagträumen, er wertet mit diesen Heldengeschichten auch bei jeder Gelegenheit das eigene Ich auf: in der Schule, wo er dadurch zum Klassensprecher wird, später als junger Erwachsener bei Freundinnen und schließlich im Aufstand von 1956, wo der Student im Namen des Vaters unter Lebensgefahr eine Fahne herbeischafft, die niemand benötigt. Erst gegen Ende des Films beginnt Takó nach dem tatsächlichen Leben seines Vaters zu forschen, interviewt Menschen, die seinen Vater noch erlebt hatten und erfährt, dass sein Vater ein geschätzter und geliebter Mensch gewesen war, aber kein Held, sondern ein Durchschnittsbürger. Die Beziehung zu einer jüdischen Mitstudentin, deren Eltern Opfer des Holocausts wurden, öffnet Takó schließlich die Augen für die Lächerlichkeit seines Verhaltens. Mit dem Vorsatz, endlich aus eigener Kraft etwas zu leisten, durchschwimmt Takó die Donau. Hinter ihm sieht man viele andere, die offenbar die gleiche Mutprobe unternehmen.

## Interpretation
Das Thema von Vater ist die innere Logik psychischer Deformation in einer Diktatur: Der Junge träumt nicht nur die Erzählungen und Andeutungen der Mutter weiter, er greift auch allzu gern auf die Rollenmuster zurück, die der Stalinismus für die Erhöhung der Persönlichkeit anbietet. Wer innerhalb des Systems mehr als die Gesellschaftsrolle beansprucht, muss ein Held sein oder sich dem Widerstand anschließen. Mit der beharrlichen Selbstaufklärung Takós über das tatsächliche Leben seines Vaters wird aber eine Alternative zum Personenkult angedeutet.
Stofflich steht im Vordergrund die Studentenzeit mit ihren zahlreichen Diskussionen und den hochgespannten Erwartungen in einer noch umfriedeten, aber sich allmählich der Welt öffnenden gesellschaftspolitischen Realität.
Vater ist das Mittelstück einer mit Álmodozások kora (Zeit der Träumereien) (1964) begonnenen und mit Szerelmesfilm (Ein Liebesfilm) (1970) beendeten Trilogie, die den Lebensweg Takós von der Kindheit bis zur ersten ersehnten Frankreichreise als junger Ehemann verfolgt. Das Werk gilt als einer der bedeutendsten ungarischen Filme der 1960er-Jahre und als Schlüsselwerk der damaligen Renaissance der ungarischen Filmkultur.

## Produktion, Veröffentlichung, Auszeichnungen
Die Hauptrolle besetzte Szabó mit András Bálint, Hauptdarsteller bereits in Zeit der Träumereien, an den Szabó auch in seinen folgenden vier Spielfilmen Rollen vergeben hat. Vater ist der einzige Film, in dem Szabó mit dem ungarischen Kameramann Sándor Sára zusammengearbeitet hat. Editor war János Rózsa, der schon an Szabós frühem Kurzfilm Te/You als Editor beteiligt war. Die Filmmusik komponierte der ungarische Jazz-Pianist János Gonda (1902–2021).
Der Film wurde 1967 bei den Moskauer Filmfestspielen mit dem Hauptpreis ausgezeichnet. Szabó gewann den Jury-Preis in Locarno und den CEC Award in Valladolid.
Die deutsche Erstaufführung fand unter dem Titel Vater – Tagebuch eines Glaubens im Fernsehen der DDR statt.
Erstaufführung im Fernsehen der BRD war am 7. Oktober 1968 im ZDF.
2011 erschien innerhalb der Reihe „Second Run“ eine DVD in ungarischer Sprache mit englischen Untertiteln.

## Kritiken
„Eine bemerkenswerte psychologische Studie, formal eigenwillig und intelligent, interessant in seiner politischen Verankerung.“